# Championnats panarabes d'athlétisme 2023
Navigation
Édition précédente Édition suivante
La 23e édition des championnats panarabes d'athlétisme se déroule du 20 au 24 juin 2023 à Marrakech, au Maroc.
Le Maroc domine le classement des médailles (56 médailles dont 17 en or, 25 en argent et 14 en bronze). L'Égypte (20 médailles dont 10 en or, 5 en argent et 5 en bronze) et le Qatar (8 médailles dont 5 en or et 3 en argent) complètent le top 3 des nations.

## Résultats

### Hommes
| Épreuve                       | Or                                | Or              | Argent                          | Argent          | Bronze                          | Bronze         |
| ----------------------------- | --------------------------------- | --------------- | ------------------------------- | --------------- | ------------------------------- | -------------- |
| 100 m (vent : m/s)            | Femi Ogunode (QAT)                | 10 s 19         | Abdullah Abkar Mohammed (KSA)   | 10 s 29         | Ali Ashraf Al-Ashmawi (EGY)     | 10 s 33        |
| 200 m (vent : - 0,1 m/s)      | Femi Ogunode (QAT)                | 20 s 52         | Mohamed al-Saadi (OMA)          | 20 s 62         | Fahhad Mohammed al-Subaie (KSA) | 20 s 71        |
| 400 m                         | Ashraf Hussein Osman (QAT)        | 45 s 01         | Youssef Masrahi (KSA)           | 45 s 32         | Mazen al-Yasen (KSA)            | 45 s 40        |
| 800 m                         | Abdelati El Guesse (MAR)          | 1 min 46 s 44   | Mostafa Smaili (MAR)            | 1 min 46 s 69   | Abdullah Al-Yaari (YEM)         | 1 min 48 s 45  |
| 1 500 m                       | Abdelatif Sadiki (MAR)            | 3 min 46 s 84   | Hicham Akankam (MAR)            | 3 min 46 s 84   | Ali Hassan Idouw (SOM)          | 3 min 46 s 84  |
| 5 000 m                       | Mohamed Ismail Ibrahim (DJI)      | 14 min 27 s 97  | Hussein Sougueh Aden (DJI)      | 14 min 29 s 28  | Hafid Rizqy (MAR)               | 14 min 31 s 55 |
| 10 000 m                      | Hicham Ouladha (MAR)              | 30 min 23 s 78  | Abdi Waiss Mouhyadin (DJI)      | 30 min 26 s 04  | Tariq Ahmed al-Amri (KSA)       | 30 min 30 s 12 |
| Semi-marathon                 | Abdi Waiss Mouhyadin (DJI)        | 1 h 6 min 33 s  | Mouhcine Outalha (MAR)          | 1 h 6 min 34 s  | Hassan Torris (MAR)             | 1 h 6 min 44 s |
| 110 mètres haies (vent : m/s) | Yaqoub Mohamed al-Youha (KUW)     | 13 s 58         | Mohamed Koussi (MAR)            | 13 s 74         | Youssef Badawy (EGY)            | 13 s 77        |
| 400 mètres haies              | Bassem Hemeida (QAT)              | 48 s 79         | Saad Hinti (MAR)                | 49 s 66         | Mehdi El Dimokrati (MAR)        | 49 s 91        |
| 3 000 m steeple               | Mohammed Mesaaed (MAR)            | 8 min 33 s 40   | Salaheddine Ben Yazide (MAR)    | 8 min 35 s 14   | Salem Mohamed Attiaallah (EGY)  | 8 min 35 s 82  |
| 4 × 100 m                     | Arabie saoudite                   | 39 s 08         | Qatar                           | 40 s 18         | Maroc                           | 40 s 38        |
| 4 × 400 m                     | Maroc                             | 3 min 6 s 56    | Irak                            | 3 min 7 s 42    | Oman                            | 3 min 14 s 25  |
| 20 kilomètres marche          | Mohamed Ragab Saleh (EGY)         | 1 h 29 min 26 s | Mohamed Loqmane (MAR)           | 1 h 29 min 52 s | Hassan Maataoui (MAR)           | 1 h 31 min 8 s |
| Saut en hauteur               | Fatiq Abdulghafoor (OMA)          | 2,15 m          | Hussein Falah Al-Ibrahimi (IRQ) | 2,12 m          | Mohamat Allamine Hamdi (QAT)    | 2,12 m         |
| Saut à la perche              | Seif Heneida (QAT)                | 5,40 m          | Tamer Ashraf (EGY)              | 5,20 m          | Hussain Al-Hizam (KSA)          | 5,20 m         |
| Saut en longueur              | Salem Saleh Al-Jerbi (OMA)        | 7,75 m          | Zayed Latif (MAR)               | 7,69 m          | Abdelouahed Bouhila (MAR)       | 7,47 m         |
| Triple saut                   | Salem Saleh Al-Jerbi (OMA)        | 16,42 m         | Abdelhakim Mlaab (MAR)          | 15,73 m         | Mohamed Hammadi (MAR)           | 15,73 m        |
| Lancer du poids               | Mostafa Amr Hassan (EGY)          | 20,63 m         | Mohamed Magdi Hamza (EGY)       | 20,33 m         | Mohamed Tolo (KSA)              | 19,12 m        |
| Lancer du disque              | Essa Mohamed al-Zenkawi (KUW)     | 59,20 m         | Mohamed Ibrahim Moaaz (QAT)     | 59,11 m         | Shehab Mohamed Abdelaziz (EGY)  | 57,01 m        |
| Lancer du marteau             | Mustafa Al-Gamel (EGY)            | 75,70 m         | Ismail Tarek Ahmed (EGY)        | 70,65 m         | Mohsen Anani Youssef (TUN)      | 67,48 m        |
| Lancer du javelot             | Mustafa Mahmoud Abdelkhalek (EGY) | 77,32 m         | Abdulrahman Al-Azmi (KUW)       | 71,84 m         | Ali Essa Abdelghani (KSA)       | 69,09 m        |
| Décathlon                     | Ahmed Mahmoud Taher (EGY)         | 7 032 pts       | Abdelsajjad Saadoun Nasir (IRQ) | 6 823 pts       | Saeed Mubarak (KSA)             | 6 182 pts      |

### Femmes
| Épreuve                            | Or                                | Or              | Argent                                                                                 | Argent          | Bronze                                                                              | Bronze          |
| ---------------------------------- | --------------------------------- | --------------- | -------------------------------------------------------------------------------------- | --------------- | ----------------------------------------------------------------------------------- | --------------- |
| 100 m (vent : +0,1 m/s)            | Bassant Hemida (EGY)              | 11 s 33         | Aziza Sabity (LIB)                                                                     | 11 s 69         | Mudahawi Al-Shammari (KUW)                                                          | 11 s 76         |
| 200 m (vent : -0,4 m/s)            | Aziza Sabity (LIB)                | 23 s 81         | Mudahawi Al-Shammari (KUW)                                                             | 23 s 95         | Sara El Hachimi (MAR)                                                               | 23 s 99         |
| 400 m                              | Selma Lehlali (MAR)               | 53 s 67         | Sara El Hachimi (MAR)                                                                  | 54 s 18         | Mustafa Avin Said (IRQ)                                                             | 57 s 13         |
| 800 m                              | Assia Raziki (MAR)                | 2 min 13 s 20   | Soukaina Hajji (MAR)                                                                   | 2 min 13 s 62   | Joan Makary (LIB)                                                                   | 2 min 21 s 72   |
| 1 500 m                            | Rababe Arafi (MAR)                | 4 min 24 s 37   | Wafa Zeroual (MAR)                                                                     | 4 min 27 s 01   | Layla Al-Masri (PLE)                                                                | 4 min 37 s 41   |
| 5 000 m                            | Rahma Tahiri (MAR)                | 16 min 25 s 05  | Kaoutar Farkoussi (MAR)                                                                | 16 min 25 s 15  | Habon Ahmed Djama (DJI)                                                             | 16 min 37 s 07  |
| 10 000 m                           | Soukaina Atanane (MAR)            | 35 min 36 s 05  | Hanane Qallouj (MAR)                                                                   | 35 min 50 s 77  | Hanin Tahir Al-Rimawy (PLE)                                                         | 54 min 32 s 82  |
| 100 mètres haies (vent : -1.8 m/s) | Lima Omar Jaber Ahmed (EGY)       | 13 s 55         | Noura Ennadi (MAR)                                                                     | 13 s 73         | Doha Razqi (MAR)                                                                    | 14 s 15         |
| 400 mètres haies                   | Noura Ennadi (MAR)                | 54 s 98         | Doha Razqi (MAR)                                                                       | 59 s 75         | Rasha Badrani (LBA)                                                                 | 1 min 05 s 16   |
| 3 000 m steeple                    | Ikram Ouaziz (MAR)                | 9 min 48 s 03   | Khadija Nasiri (MAR)                                                                   | 10 min 27 s 29  | Non attribuée                                                                       | Non attribuée   |
| 4 × 100 m                          | Maroc                             | 46 s 04         | Égypte- Maram Mahmoud Ahmed - Lima Omar Jaber Ahmed - Esraa Owis - Enas Gharib-Mansour | 46 s 62 (NR)    | Irak- Rouqaya Jamila - Diyeh Nizar Rafik - Kourdestan Bah Jamal - Avin Said Mustafa | 48 s 21         |
| 4 × 400 m                          | Maroc                             | 3 min 39 s 88   | Liban- Tala Fakhoury - Nada El Kurdi - Joan Makary - Rasha Badrani                     | 4 min 23 s 66   | Non attribuée                                                                       | Non attribuée   |
| Semi-marathon                      | Rkia El Moukim (MAR)              | 1 h 15 min 00 s | Fatima Zahra Gardadi (MAR)                                                             | 1 h 17 min 05 s | Habon Ahmed Djama (DJI)                                                             | 1 h 18 min 50 s |
| 10 kilomètres marche               | Sirine Mejri (TUN)                | 46 min 59 s     | Soukaina Bouaoud (MAR)                                                                 | 47 min 36 s     | Djamile Zoughmi (TUN)                                                               | 48 min 01 s     |
| Saut en hauteur                    | Rhizlane Siba (MAR)               | 1,78 m          | Mariah Al-Hafyan (MAR)                                                                 | 1,74 m          | Maryam Abdulelah (IRQ)                                                              | 1,74 m          |
| Saut à la perche                   | Dora Mahfoudhi (TUN)              | 3,90 m          | Dina Eltabaa (EGY)                                                                     | 3,65 m          | Non attribuée                                                                       | Non attribuée   |
| Saut en longueur                   | Esraa Owis (EGY)                  | 6,53 m          | Yousra Lajdoud (MAR)                                                                   | 6,47 m          | Enas Gharib-Mansour (EGY)                                                           | 5,85 m          |
| Triple saut                        | Esraa Owis (EGY)                  | 13,08 m         | Aya El-Aglaoui (MAR)                                                                   | 12,77 m         | Meryem Ellouke (MAR)                                                                | 12,67 m         |
| Lancer du poids                    | Nada Chroudi (TUN)                | 13,80 m         | Zineb Zeroual (MAR)                                                                    | 13,14 m         | Chaibia Bilmachi (MAR)                                                              | 11,80 m         |
| Lancer du disque                   | Rijaj Salim Al-Sakih (LBA)        | 51,50 m         | Chaima Chouayakh (TUN)                                                                 | 50,31 m         | Jihan Mrabet (MAR)                                                                  | 47,54 m         |
| Lancer du marteau                  | Rawan Ayman Ibrahim Barakat (EGY) | 63,47 m         | Soukaina Zakour (MAR)                                                                  | 55,76 m         | Sinda Gamrah (TUN)                                                                  | 54,90 m         |
| Lancer du javelot                  | Nezha Marzak (MAR)                | 42,88 m         | Nesrine Lachhab (TUN)                                                                  | 37,19 m         | Shaima Bus'aal (MAR)                                                                | 31,82 m         |
| Heptathlon                         | Nada Chroudi (TUN)                | 5 595 pts       | Dounia Bamous (MAR)                                                                    | 4 297 pts       | Safaa Maskani (MAR)                                                                 | 4 149 pts       |

## Légende
Records et Performances
- AR : Record continental (area record)
- CR : Record des championnats (championship record)
- MR : Record du meeting (meet record)
- NR : Record national (national record)
- OR : Record olympique (olympic record)
- PR : Record paralympique (paralympic record)
- PB : Record personnel (personal best)
- SB : Meilleure performance personnelle de la saison (season's best)
- WL : Meilleure performance mondiale de l'année (world leader)
- WJR : Record du monde junior (world junior record)
- WR : Record du monde (world record)

Circonstances et Conditions
- DNF : N'a pas terminé (did not finish)
- DNS : N'a pas pris le départ (did not start)
- DQ : Disqualification (disqualification)
- NM : Aucun essai valable enregistré (No Mark)
- Q : Qualifié « directement » au prochain tour (ou à la prochaine compétition), lors d'une compétition majeure, grâce au classement ou à la réalisation des minima (automatic qualifier)
- q : Qualifié au prochain tour (ou à la prochaine compétition), lors d'une compétition majeure, grâce au repêchage ou à la réalisation de l'une des meilleures performances parmi celles des « non qualifiés directement » (grâce au meilleur temps ou à la meilleure distance par exemple) (secondary qualifier)